# Климова, Галина Ивановна
Галина Ивановна Климова (род. 23 августа 1942, Ельнинский район, Смоленская область) — советская гребчиха. Мастер спорта СССР международного класса.
Представляла московское общество «Динамо».
На чемпионате Европы 1966 года в Амстердаме завоевала золотую медаль в составе четвёрки распашной с рулевым.
Выпускница Государственного центрального института физической культуры (ГЦОЛИФК).